# Comuna Hannivka, Bratske
Hannivka (în ucraineană Ганнівка) este o comună în raionul Bratske, regiunea Mîkolaiiv, Ucraina, formată din satele Darnîțea, Hannivka (reședința), Ielîzavetivka, Mostove, Novofedorivka, Țîbulkî și Voronîne.

## Demografie
Componența lingvistică a comunei Hannivka
     Ucraineană (89,33%)
     Română (7%)
     Rusă (2,1%)
     Alte limbi (0,17%)
Conform recensământului din 2001, majoritatea populației comunei Hannivka era vorbitoare de ucraineană (89,33%), existând în minoritate și vorbitori de română (7%), rusă (2,1%) și armeană (1,4%).